# Latgalia
Latgalia (Latgale en letón) es una región de Letonia. Se encuentra ubicada al este del país, junto a la frontera con Rusia y Bielorrusia.

## Historia
Surgió de la partición de Livonia y coincide aproximadamente con la parte que en 1600 correspondió a la Mancomunidad polaco-lituana. Fue declarada principado (principado de Livonia) en 1677. Pasó a poder de Rusia en 1772, con la primera partición de Polonia en la que pasó a constituir la gobernación de Vítebsk. Apenas cinco años más tarde, en 1777, se integró en el distrito de Dunaburgo. A este se le añadieron en 1861 los vólost de Pustine e Indra por el este, cuyos límites orientales coincidieron con los de la frontera de la Letonia independiente surgida tras la Primera Guerra Mundial.

## Municipios y ciudades
- Aglona
- Baltinava
- Balvi
- Cibla
- Dagda
- Daugavpils (c)
- Daugavpils
- Ilūkste
- Kārsava
- Krāslava
- Līvāni
- Ludza
- Preiļi
- Rēzekne (c)
- Rēzekne
- Riebiņi
- Rugāji
- Vārkava
- Viļaka
- Viļāni
- Zilupe